# Lygromma anops
La Lygromma anops es una de las tres arañas sin ojos conocidos en la superfamilia Gnaphosoidea, y una de las dos troglobias conocidas (especies cavernícolas). 

## Distribución
Se encuentra en las cuevas de lava de la Isla Santa Cruz, Galápagos.

## Hábitat
Es posible que la L. anops, al igual que muchos habitantes de las cuevas de lava, coloniza nuevas cuevas interconectadas a través de grietas y hendiduras, y que estos pequeños espacios sean en realidad su hábitat principal.

## Descripción
Los machos alcanzan una longitud corporal de alrededor de 3,4 mm.

## Taxonomía
la L. anops parece estar estrechamente relacionada con la L. senoculatum, la L. valencianum y la L. huberti de Venezuela.
La Lygromma gertschi, es una araña ciega, que habitan en las cuevas de Jamaica, no es un pariente cercano de la L. anops.